# Димитриос Цалопулос
Димитриос Цалопулос (на гръцки: Δημήτριος Τσαλόπουλος) е гръцки юрист, революционер, общественик и политик от Народната партия в първата половина на XX век.

## Биография
Роден е в 1871 година в бедно семейство в южномакедонската гръцка паланка Литохоро, тогава в Османската империя. Учи в Литохоро, след това в Сярската гръцка гимназия, а после в Солунската турска гимназия. Учи право в Атинския, а после прави докторат в Истанбулския университет. Установява се в Катерини в 1902 и работи като адвокат пред османския съд. Член е на гръцкия Национален комитет в Катерини, създаден, за да противодейства на румънската пропаганда и на сътрудничеството на румънците с българите и турците. Сътрудничи на организаторите на гръцката въоръжена пропаганда консула Ламброс Коромилас, капитан Матапас и епископ Партений Вардакас.
Жени се за Анастасия Киряни, дъщеря на първия гръцки кмет на Катерини – Василиос Кирянис от Агиос Димитриос, който има големи недвижими имоти. Семейството на Цалопулос има четири деца – Мария, Навсика, Амфитрири и Йоанис.
Член е на комитета, който предава Катерини на гръцката армия на 16 октомври 1912 година. Депутат е в парламента от 31 май 1915 до 29 октомври 1915 година и от 12 юли 1917 до 20 септември 1920 година и отново от 1915 до 1917 и от 1920 до 1922 година. На изборите през май 1915 година е избран от роялистката Народна партия в ном Солун срещу Георгиос Адамандиос от Колиндрос. Избран е за депутат на 6 декември 1915 година от националната листа на правителствените кандидати на крал Константинос срещу Периклис Кралис от Катерини на избори, които се отличават с ниска избирателна активност – от 25 013 души с право на глас в ном Солун, в епархия Катерини гласуват 1546. На изборите през 1920 година е избран с 21 129 гласа „да“ и 13 238 „не“. Също така от Катерини е избран Спиридон Папас, а не са избрани венизелистите Димитриос Динкас (15 708 „да“ и 18 659 „не“) и Димитриос Димадис (13 350 „да“ и 17 412 „не“). След изтичане на мандатът му в парламента в 1922 година с решение на Общинския съвет е назначен за адвокат на община Катерини заедно с Георгиос Папарасхос.
След Малоазиатската катастрофа се оттегля от обществена дейност.
Умира на 13 октомври 1962 година в Катерини.
Къщата му – Цалопуловата къща, в Катерини в 1979 година е обявена за паметник на културата.